# Supercoppa ucraina 2021 (pallavolo maschile)
La Supercoppa ucraina 2021, 6ª edizione della Supercoppa nazionale di pallavolo maschile, si è svolta dal 26 al 27 novembre 2021: al torneo hanno partecipato quattro squadre di club ucraine e la vittoria finale è andata per la prima volta al Žytyči.

## Regolamento
Al torneo erano qualificate le prime tre squadre classificate al termine della Superliha 2020-21 e la vincitrice della Coppa d'Ucraina 2020-2021 o la finalista nel caso in cui una delle prime tre classificate in campionato fosse anche detentore della coppa nazionale.
Le squadre hanno disputato semifinali e finale in gara unica con accoppiamenti effettuati tramite sorteggio.

## Squadre partecipanti
| Squadra             | Qualificazione                                           | Ultima partecipazione   |
| ------------------- | -------------------------------------------------------- | ----------------------- |
| Barkom-Kažany       | Vincitrice Superliha 2020-21 e Coppa d'Ucraina 2020-2021 | Supercoppa ucraina 2020 |
| Epicentr-Podoljany  | 2ª in Superliha 2020-21                                  | Debutto                 |
| Jurydyčna akademija | 3ª in Superliha 2020-21                                  | Debutto                 |
| Žytyči              | Finalista Coppa d'Ucraina 2020-2021                      | Supercoppa ucraina 2020 |

## Torneo

### Tabellone
|  | Semifinali          | Semifinali |        |               | Finale | Finale |  |
|  |                     |            |        |               |        |        |  |
|  | Barkom-Kažany       | 3          |        |               |        |        |  |
|  | Barkom-Kažany       | 3          |        |               |        |        |  |
|  | Epicentr-Podoljany  | 2          |        |               |        |        |  |
|  | Epicentr-Podoljany  | 2          |        | Barkom-Kažany | 2      |        |  |
|  |                     |            |        | Barkom-Kažany | 2      |        |  |
|  |                     |            | Žytyči | 3             |        |        |  |
|  | Žytyči              | 3          | Žytyči | 3             |        |        |  |
|  | Žytyči              | 3          |        |               |        |        |  |
|  | Jurydyčna akademija | 0          |        |               |        |        |  |

### Semifinali
| 26 novembre 2021 SK Epicentr, Horodok Durata: 1h:49 - Spettatori: 500 | Barkom-Kažany | 3 - 2 | Epicentr-Podoljany  | 20-25, 25-23, 25-14, 14-25, 15-7 |
| 26 novembre 2021 SK Epicentr, Horodok Durata: 1h: 06- Spettatori: 500 | Žytyči        | 3 - 0 | Jurydyčna akademija | 25-15, 25-20, 25-21              |

### Finale
| 27 novembre 2021 SK Epicentr, Horodok Durata: 2h:02 - Spettatori: 500 | Barkom-Kažany | 2 - 3 | Žytyči | 25-16, 21-25, 30-32, 25-17, 13-15 |